# Ernst Daniel Adami
Ernst Daniel Adami (Zduny, 19 de novembro de 1716 - Prudnik, 29 de junho de 1795) foi um botânico alemão .